# ティベリオス (ユスティニアノス2世の皇子)
ティベリオス（ギリシャ語: Τιβέριος, ラテン文字転写: Tibérios; 705年–711年）またはティベリオス4世は皇帝ユスティニアノス2世と皇妃テオドラの息子。彼は706年から711年の間、父ユスティニアノスと共同で東ローマ皇帝の座にあった。彼らはバルダネス率いる反乱軍がコンスタンティノープルを攻め落とした際に殺された。彼の死後、2人の人物が彼の名を騙ったが、そのうちの1人バシール（Bashir）はウマイヤ朝のカリフ・ヒシャームに保護されたものの、後に正体がばれ磔刑に処された。

## 生涯
685年から695年まで東ローマ帝国の帝位にあり、その後レオンティオスによって廃位されていたユスティニアノス2世はハザール人、ブルガール人、スラヴ人からなる軍勢を率いて、レオンティオスから更に帝位を奪っていたティベリオス3世から玉座を取り戻そうとしていた。反乱軍を率いるユスティニアノスは妻テオドラをかつての大ブルガリアの旧都であり、当時はハザール帝国領のファナゴリアに残していた。テオドラは同地でティベリオスを産んだ。ユスティニアノスが帝位を固めた後、彼は妻子を招いた。706年にコンスタンティノープルへ到着すると、テオドラとティベリオスはそれぞれアウグスタおよびアウグストゥスとして戴冠した。710年に教皇コンスタンティヌスがコンスタンティノープルを訪問すると、元老院とティベリオスはユスティニアノスと会見する前の教皇を歓待した。
711年、追放されたバルダネス将軍率いるテマ・ケルソーノスがユスティニアノスに対して反旗を翻した。反乱軍は攻撃を耐え、追討軍は反乱軍側へと裏切った。反乱軍はコンスタンティノープルへと進軍し、バルダネス将軍を皇帝フィリピコスと宣言した。当時ユスティニアノスはアルメニアを訪問しており、反乱軍による落城後にようやく帝都へ帰還した。逮捕されたユスティニアノスは11月11日に帝都郊外で処刑され、その首は勲章としてバルダネスの手に渡った。息子の死を知ったアナスタシアは6歳のティベリオスを連れ聖域ブラケルノンの聖母教会へと逃れた。バルダネスの差し向けた追手は彼らを追い詰め、聖餐台から引きずり出されたティベリオスは教会の外で殺害された。

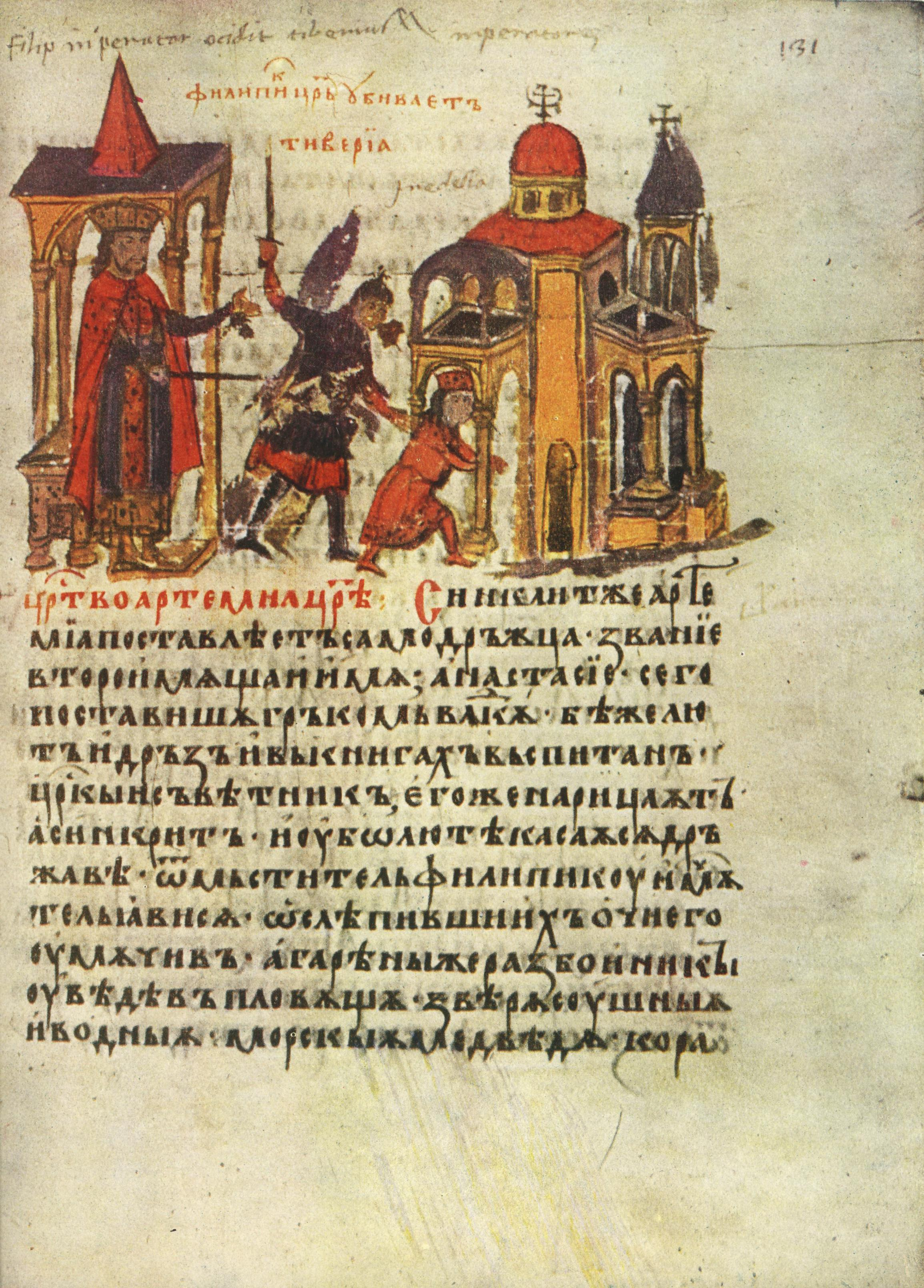
ティベリオスに刺客を差し向けるフィリピコス。12世紀コンスタンティノス・マナセスの年代記より。

ティベリオスの死後、2人の異なる人物が彼の名を騙った。1人は717年から718年のコンスタンティノープル包囲戦時、アラブ人によって擁立された。もう1人は737年に活動した。バシールを名乗ったその男は盲目の男テオファントス（Theophantus）と共謀した。まずテオファントスがウマイヤ朝のカリフ・ヒシャームの息子スライマーン・イブン・ヒシャーム将軍のもとを訪れ、ティベリオス（実際はバシール）の居場所を知っていると告げた。テオファントスの話を信じたスライマーンは彼に対しバシールの居場所を教えるよう命じ、テオファントスは報酬と引き換えに同意した。テオファントスによってスライマーンのもとへ連れられたバシールはティベリオスではないと大袈裟に否定し、却ってティベリオス本人だとスライマーンに確信させた。身の安全を何度も保証され、褒美品を与えられたバシールは自らがティベリオス本人だと「告白」した。スライマーンは直ちに父ヒシャームへ手紙を送った。ヒシャームはバシールに王衣を着せ、道中にある全ての主要都市を通らせるよう命じた。バシールはエデッサを初め主要都市を訪れ、その後ヒシャームと会見し、彼から歓待を受けた。バシールはコンスタンティノープルに対し使者を送り、生存していたティベリオスはウマイヤ朝と手を組んでいると告げた。彼の知らせは東ローマ帝国、中でも皇帝レオーン3世に衝撃を与えた。しかしながら、バシールの正体は後に明らかとなり、エデッサで磔刑に処された。

## 貨幣
ティベリオスは復位後のユスティニアノスが鋳造した貨幣に刻まれている。最初の在位（686年–695年）中、ユスティニアノスは表面にイエス・キリストを描いた貨幣を発行した。復位後のユスティニアノスは貨幣の裏面に自らと共に息子ティベリオスを描いた。親子は帝冠、ロロス、カルミュスを着用し、松葉杖十字を手にした姿で描かれている。裏面には「我らの主ユスティニアノスおよびティベリオス、永遠の皇帝」を意味する「Domini Nostri Iustinianus et Tiberius Perpetui Augusti」の文字列が刻まれている。

### 一次資料
- ヌアイム・イブン・ハンマード（英語版）『災難の書（英語版）』[11]
- 匿名『1234年代記（英語版）』(2.260)[14]
- テオファネス『年代記』[15]
- バル・ヘブライオス『シリア年代記（英語版）』[16]

### 文献
- Bellinger, Alfred Raymond; Grierson, Philip (1968). Catalogue of the Byzantine coins in the Dumbarton Oaks Collection and in the Whittemore Collection. Dumbarton Oaks. OCLC 847177622
- Bury, J.B. (1889). A History of the Later Roman Empire from Arcadius to Irene, 395 A.D. to 800 A.D.. II. MacMillan & Co.. OCLC 168739195
- Cook, Michael (2004). Studies in the Origins of Early Islamic Culture and Tradition. Ashgate Variorum. ISBN 9780860789161
- Crawford, Peter (2013). The War of the Three Gods. Pen & Sword Military. ISBN 9781848846128
- Curta, Florin; Holt, Andrew (2016). Great Events in Religion: An Encyclopedia of Pivotal Events in Religious History. ABC-CLIO. ISBN 9781610695664
- Green, Tamara M. (1992). The City of the Moon God: Religious Traditions of Harran. BRILL. ISBN 9789004301429
- Haldon, John (2016). The Empire That Would Not Die. Harvard University Press. ISBN 9780674969179
- Hoyland, Robert G. (2011). Theophilus of Edessa's Chronicle and the Circulation of Historical Knowledge in Late Antiquity and Early Islam. Liverpool University Press. ISBN 9781846316975
- Motzki, Harald (2016). Hadith: Origins and Developments. Routledge. ISBN 9781351931816
- “De Imperatoribus Romanis”. www.roman-emperors.org. 2018年1月5日閲覧。
- Norwich, John Julius (1990). Byzantium: The Early Centuries. Penguin. ISBN 0-14-011447-5
- Venning, Timothy; Harris, Jonathan (2006). A Chronology of the Byzantine Empire. Palgrave Macmillan. ISBN 9780230505865